# Đập tay

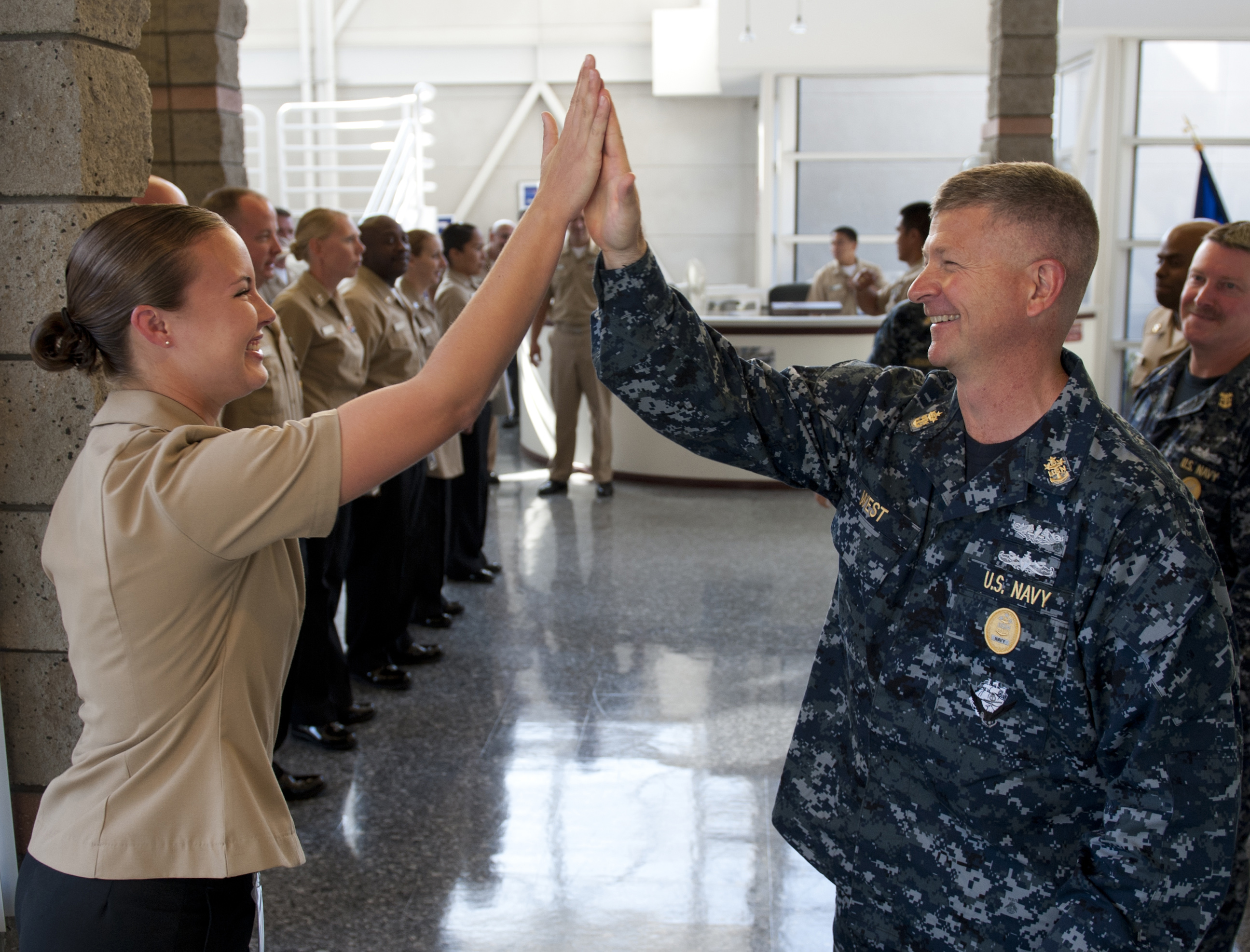
high five giữa 2 thủy thủ của Hải quân Hoa Kỳ

Đập tay (tiếng Anh: high five) là một cử chỉ bằng tay xảy ra khi hai người đồng thời giơ một tay lên, khoảng đầu cao, và đẩy, hoặc tát bằng lòng bàn tay mình vào lòng bàn tay của người khác. Cử chỉ này thường được theo trước bởi cụm từ như "Give me five", "High five", hay "Up high." Nghĩa của nó thì còn tùy theo hoàn cảnh khi dùng nó nhưng thường bao gồm một lời chào, lời chúc mừng, hoặc ăn mừng.
Có rất nhiều câu chuyện về nguồn gốc của high five nhưng hai chuyện mà thường được nhắc tới nhất là high five của Dusty Baker và Glenn Burke của đội bóng chày chuyên nghiệp Los Angeles Dodgers vào ngày 2 tháng năm 1977, cũng như giữa Wiley Brown và Derek Smith của đội bóng rổ Đại học nam Louisville Cardinals trong mùa 1978-1979.